# آون (ماساچوست)
آون(به انگلیسی: Avon) شهرکی در شهرستان نورفولک ایالت ماساچوست می‌باشد که در سال ۱۸۸۸ بنیان‌گذاری شده‌است. این شهرک در سرشماری سال ۲۰۱۰ میلادی، ۴٬۳۵۶ نفر جمعیت داشته‌است.